# Amblopusa brevipes
Amblopusa brevipes är en skalbaggsart som beskrevs av Thomas Casey 1893. Amblopusa brevipes ingår i släktet Amblopusa och familjen kortvingar. Inga underarter finns listade i Catalogue of Life.